# Michael Walchhofer
Michael Walchhofer, né le 28 avril 1975 à Radstadt, est un skieur alpin autrichien spécialiste des épreuves de descente. Champion du monde de la discipline en 2003 à Saint-Moritz puis vice-champion olympique en 2006, il a également remporté trois Coupes du monde de descente entre 2005 et 2009.

## Biographie
Michael Walchhofer prend part à sa première course FIS-Race le 17 décembre 1994 au géant de Neustift avec une 16e place. Concourant sur toutes les disciplines, c'est en slalom qu'il obtient ses meilleurs résultats puis en descente. Lors de la saison 1996, il dispute sa première épreuve de Coupe d'Europe (antichambre de la Coupe du monde) avec la descente de Val Gardena le 10 décembre 1995 avec une 29e place. Entre 1997 et 1998, il se situe alors dans le top-10 des descendeurs en Coupe d'Europe avant de remporter le classement du slalom en Coupe d'Europe en 1999. Il participe cette année-là à sa première épreuve de Coupe du monde lors d'un slalom à Kranjska Gora où il termine à la 9e place et à ses premiers Championnats du monde junior à Vail-Beaver Creek où il obtient une 6e place en combiné (abandon en slalom).
Lors de la saison 2000, il est participe à la Coupe du monde dans la discipline du slalom, il y obtient de bons résultats comme une 14e place à Wengen ou une 8e place à Yongpyong. En 2001, il est tout près de remporter sa première victoire en Coupe du monde avec une seconde place au combiné de Kitzbühel derrière Lasse Kjus et poursuit sa progression en descente avec notamment une 9e place dans la même station autrichienne, il termine la saison à la 2e place du classement du combiné. Ayant des difficultés avec l'arrivée des skis courts en slalom, il aligne plutôt ses meilleurs résultats en descente en 2002 où il monte pour la première fois sur un podium à Val d'Isère avec une 3e place derrière Stephan Eberharter et Kurt Sulzenbacher, alors qu'il portait le dossard 40. Il confirme cela avec une seconde place à la descente de Val Gardena derrière Eberharter puis celle de Saint-Moritz (3e derrière Eberharter et Fritz Strobl, entre-temps il termine troisième du combiné de Kitzbühel derrière les deux Norvégens Kjetil Andre Aamodt et Kjus. Malgré ses bons résultats en descente, il doit faire face à une grosse concurrence en sélection autrichienne qui le ne retient pas pour cette épreuve aux Jeux olympiques d'hiver de 2002, cependant il prend part au combiné où il abandonne lors de la manche de slalom. Marquant des points en descente et en combiné, il termine à la 23e place du général.
Lors de la saison 2003, il monte à quatre reprises sur un podium (2e à la descente de Beaver Creek derrière Eberharter, 2e de la descente de Val Gardena derrière Antoine Dénériaz, 2e de la descente de Bormio derrière Eberharter et 2e de la descente de Wengen derrière Bruno Kernen) avant de signer sa première victoire en Coupe du monde lors du combiné de Kitzbühel le 26 janvier 2003 devant Aksel Lund Svindal et Didier Défago. Il arrive donc aux mondiaux 2003 de Saint-Moritz avec beaucoup de confiance, aligné en combiné et descente. Il est disqualifié cependant en combiné mais deux jours plus tard il remporte l'or mondial en descente succédant à ses compatriotes Hermann Maier (vainqueur en 1999) et Hannes Trinkl (vainqueur en 2001). Il termine la saison à la 9e place du général (2e du combiné et 3e de la descente) et devient l'un des leaders de la Wunderteam. Lors de la saison 2004, lors de sa deuxième épreuve, il remporte sa seconde victoire en Coupe du monde, sa première en descente, à Lake Louise devant Erik Guay et Dénériaz, confirmant son bon état de forme puisque le lendemain il monte sur un podium de super G avec une seconde place derrière Maier. Il réalise cette année-là d'excellents résultats dans les trois disciplines (descente, super G et combiné), montant à plusieurs reprises sur un podium (2e de la descente de Val Gardena derrière Dénériaz, 3e de la descente de Chamonix derrière Eberharter et Kjus et 3e du super G de Kitzbühel derrière Daron Rahlves et Maier). Il termina la saison à la 5e place du classement de la descente, super G et combiné qui l'amène à la 7e place du général.
L'année 2005 est son année la plus aboutie. Après quatre podiums en début de saison (descente de Lake Louise, de Beaver Creek et Val d'Isère, super G de Lake Louise), il remporte sa première victoire de super G en Coupe du monde à Val Gardena devant Maier et Benjamin Raich. Il réalise ensuite deux nouveaux podiums aux descentes de Bormio et Chamonix avant d'inscrire son nom au palmarès de la descente de Wengen (la Lauberhorn) le 15 décembre 2005 devant Christoph Gruber et Bode Miller. Présentant comme l'une des têtes d'affiches des Championnats du monde 2005 de Bormio, il répond présent avec une médaille d'argent en super G (devancé par Miller et devant Raich), une médaille de bronze en descente (derrière Miller et Ralhves) et une 4e place en combiné (devancé par Raich, Svindal et Giorgio Rocca). Après ces mondiaux réussis, il remporte deux victoires en deux jours avec les deux descentes qui se déroulent à Garmisch-Partenkirchen (la première devant Maier et Miller, la seconde devant Mario Scheiber et Strobl). Il remporte son premier petit globe de cristal en descente confirmant ainsi qu'il en est le patron et à une 4e place au général derrière Miller, Raich et Maier.
Lors de la saison 2006, il attend mi-décembre pour remporter une nouvelle descente à Val d'Isère devant Strobl et Hans Grugger puis le lendemain le super-combiné dans la même station devant Rainer Schönfelder et Miller. 2e ensuite à la descente de Val Gardena et à Wengen, il s'impose cette année-là sur la Streiff (nom de la descente) à Kitzbühel le 21 janvier 2006 devant Marco Büchel et Rahlves. Comme l'année précédente, il arrive alors aux Jeux olympiques d'hiver de 2006 avec le statut de favori (notamment pour la descente). À Sestrières, lors de la descente (épreuve-reine des JO d'hiver), il remporte sa première médaille olympique en terminant second derrière Dénériaz et devançant Kernen, en combiné il réalise le 2e temps de la descente mais abandonne dans la manche de slalom. Il termine la saison sans grande autre performance ce qui ne l'empêche pas de remporter son deuxième petit globe de cristal de la descente devant Strobl et Rahlves, et termine à la 5e place du général (2e du combiné).
Après une domination de la discipline de la descente, Walchhofer laisse le leadership au Suisse Didier Cuche. Cependant, il parvient à remporter deux nouvelles victoires lors des deux descentes de Bormio (ce sont ses seuls podiums cette saison). Aux mondiaux 2007 d'Aare, il passe à côté de l'évènement avec une 15e place en descente et un abandon en combiné. Terminant à la 5e place du classement de la descente, il prend la 16e du général. En 2008, il revient un peu dans la course au petit globe de descente avec une première victoire à Beaver Creek puis une seconde à Val Gardena, mais fait face à de solides adversaires en la personne de Cuche (qui remporte son deuxième petit globe de descente) et Miller (vainqueur du général), il termine cependant à un meilleur rang au général avec une 14e place.
Lors de la saison 2009, il renoue avec le succès sur la piste de Val Gardena qui lui réussit bien (troisième victoire de sa carrière dans cette station italienne) après un podium en super G à Beaver Creek (derrière Svindal et Maier). À Val Gardena, il devance Miller et Manuel Osborne-Paradis. La semaine suivante, c'est un nouveau podium en descente avec une 3e place à Bormio derrière Christof Innerhofer et Klaus Kröll puis un autre mi-janvier à Kitzbühel avec une seconde place derrière Didier Défago. Médaille d'argent en 2006, vainqueur de deux petits globes en descente et leader du classement de la descente, il est considéré dans les favoris aux mondiaux 2009 de Val d'Isère. Lors du super G, il prend seulement la 13e place.
En 2011, il remporte la dernière course de sa carrière à l'occasion de la descente de Kvitfjell et prend sa retraite sportive la semaine suivante.

## Palmarès

### Jeux olympiques d'hiver
| Épreuve / Édition | Salt Lake City 2002 | Turin 2006 | Vancouver 2010 |
| Descente          | -                   | Argent     | 10e            |
| Super-G           | -                   | -          | 21e            |
| Combiné           | Abandon             | Abandon    | -              |

### Championnats du monde
| Épreuve / Édition | Vail 1999 | St-Moritz 2003 | Bormio 2005 | Åre 2007 | Val d'Isère 2009 | Garmisch-Partenkirchen 2011 |
| Descente          | -         | Or             | Bronze      | 15e      | 12e              | 7e                          |
| Slalom            | Abandon   | -              | -           | -        | -                |                             |
| Super G           | -         | -              | Argent      | -        | 13e              | 11e                         |
| Combiné           | 6e        | -              | 4e          | Abandon  | -                |                             |
| Coupe des nations | -         | -              | Argent      | -        | -                |                             |

### Coupe du monde
- Meilleur classement au général : 4e en 2005[2].
- 3 petits globes de cristal :
  - Vainqueur du classement de descente en 2005, 2006 et 2009[2].
- 49 podiums dont 19 victoires en carrière[3].

#### Différents classements en Coupe du monde
| Année/Classement | Année/Classement | Général | Général | Descente | Descente | Slalom | Slalom | Géant  | Géant  | Super G | Super G | Combiné | Combiné |
| ---------------- | ---------------- | ------- | ------- | -------- | -------- | ------ | ------ | ------ | ------ | ------- | ------- | ------- | ------- |
| Année/Classement | Année/Classement | Class.  | Points  | Class.   | Points   | Class. | Points | Class. | Points | Class.  | Points  | Class.  | Points  |
| 1999             | 1999             | 81e     | 44      | -        | -        | 31e    | 44     | -      | -      | -       | -       | -       | -       |
| 2000             | 2000             | 58e     | 120     | -        | -        | 23e    | 120    | -      | -      | -       | -       | -       | -       |
| 2001             | 2001             | 43e     | 179     | 42e      | 29       | 24e    | 70     | -      | -      | -       | -       | 2e      | 80      |
| 2002             | 2002             | 23e     | 355     | 9e       | 295      | -      | -      | -      | -      | -       | -       | 5e      | 60      |
| 2003             | 2003             | 9e      | 600     | 3e       | 430      | 40e    | 26     | 38e    | 26     | 41e     | 18      | 2e      | 100     |
| 2004             | 2004             | 7e      | 828     | 5e       | 503      | -      | -      | -      | -      | 5e      | 243     | 5e      | 82      |
| 2005             | 2005             | 4e      | 1012    | 1er      | 681      | 57e    | 6      | 25e    | 60     | 5e      | 243     | -       | -       |
| 2006             | 2006             | 5e      | 855     | 1er      | 522      | -      | -      | 37e    | 21     | 18e     | 112     | 2e      | 200     |
| 2007             | 2007             | 16e     | 498     | 5e       | 370      | -      | -      | 33e    | 22     | 21e     | 75      | 26e     | 31      |
| 2008             | 2008             | 14e     | 522     | 3e       | 407      | -      | -      | -      | -      | 18e     | 115     | -       | -       |
| 2009             | 2009             | 8e      | 647     | 1er      | 470      | -      | -      | -      | -      | 6e      | 162     | 32e     | 15      |
| 2010             | 2010             | 10e     | 594     | 6e       | 260      | -      | -      | -      | -      | 2e      | 316     | 33e     | 18      |
| 2011             | 2011             | 5e      | 727     | 2e       | 498      | -      | -      | -      | -      | 4e      | 214     | -       | -       |

#### Détail des victoires
Michael Walchhofer a remporté dix-neuf victoires en coupe du monde, en super G, en combiné et surtout en descente (quatorze).
| Édition / Épreuve | Descente                      | Super G     | Combiné     | Total |
| 2003              |                               |             | Kitzbühel   | 1     |
| 2004              | Lake Louise                   |             |             | 1     |
| 2005              | Wengen Garmisch-Partenkirchen | Val Gardena |             | 4     |
| 2006              | Val d'Isère Kitzbühel         |             | Val d'Isère | 3     |
| 2007              | Bormio                        |             |             | 2     |
| 2008              | Beaver Creek Val Gardena      |             |             | 2     |
| 2009              | Val Gardena                   |             |             | 1     |
| 2010              |                               | Val d'Isère |             | 1     |
| 2011              | Lake Louise Bormio Kvitfjell  | Val Gardena |             | 4     |
| Total             | 14                            | 3           | 2           | 19    |

### Coupe d'Europe
- Meilleur classement au général : vainqueur en 1999[5].
- Meilleur classement en slalom : vainqueur en 1999[5].
- Meilleur classement en descente : 6e en 1997[5].
- 8 podiums dont 1 victoire en carrière[6].

#### Différents classements en Coupe d'Europe
| Année/Classement | Année/Classement | Général | Général | Descente | Descente | Super G | Super G | Géant  | Géant  | Slalom | Slalom |
| ---------------- | ---------------- | ------- | ------- | -------- | -------- | ------- | ------- | ------ | ------ | ------ | ------ |
| Année/Classement | Année/Classement | Class.  | Points  | Class.   | Points   | Class.  | Points  | Class. | Points | Class. | Points |
| 1998             | 1998             | 10e     | 391     | 6e       | 257      | 23e     | 64      | -      | -      | 33e    | 70     |
| 1999             | 1999             | 17e     | 330     | 7e       | 202      | 34e     | 38      | 69e    | 8      | 26e    | 82     |
| 2000             | 2000             | 1er     | 623     | 14e      | 45       | 18e     | 70      | 37e    | 73     | 1er    | 423    |
| 2001             | 2001             | 51e     | 146     | 12e      | 100      | 37e     | 41      | 73e    | 5      | -      | -      |